# Ferroïne
La ferroïne est un composé chimique de formule [Fe(o-phen)3]SO4, où o-phen représente la 1,10-phénantroline, un ligand bidentate. Le terme ferroïne est assez vague et comprend également des sels d'autres anions que le sulfate SO42− tels que le chlorure Cl−.
Ce complexe est utilisé comme indicateur coloré en chimie analytique. L'ion [Fe(o-phen)3]2+ est la partie active de la molécule ; il s'agit d'un chromophore qui peut être oxydé en son dérivé ferrique [Fe(o-phen)3]3+ avec un potentiel d'oxydoréduction de +1,06 V à 1 mol·L-1 dans l'acide sulfurique H2SO4.
Le sulfate de ferroïne peut être préparé en combinant de la phénanthroline avec du sulfate de fer(II) FeSO4 dans l'eau :
3 (1,10-phénantroline) + Fe2+ → [Fe(o-phen)3]2+, l'anion SO42− étant présent des deux côtés de la réaction.
La couleur rouge intense de ce complexe ferreux provient du transfert de charge du métal vers le ligand[réf. souhaitée] ; la forme oxydée, avec le cation ferrique Fe3+, est de couleur bleue.